# František Bršlica
R. D. František Bršlica, (5. červenec 1930 Nivnice – 27. května 2007) byl český (resp. moravský) římskokatolický duchovní.

## Životopis
Po maturitě na gymnáziu v Uherském Brodě začal v roce 1949 studovat teologickou fakultu v Olomouci. O dva roky později musel studia ukončit, protože komunistické orgány fakultu uzavřely. Po uzavření semináře byl poslán na vojenskou službu k PTP. Zde si během dalších dvou let silně poškodil zdraví a nastoupil jako rentgenolog na nově otevřené onkologické oddělení do nemocnice v Uherském Hradišti. I v těchto podmínkách chtěl dosáhnout kněžského svěcení, podílel se na neveřejných aktivitách společenství vedeného Vladimírem Neuwirthem. To vedlo k jeho zatčení a odsouzení na sedm let. V rámci amnestie byl roku 1962 z vězení propuštěn a pracoval opět v uherskohradišťské nemocnici. Kněžskou formaci dokončil v roce 1970 v Litoměřicích, kněžské svěcení přijal v červenci téhož roku v Brně.
Čtyři roky po vysvěcení působil jako kaplan v Prostějově, poté v letech 1974 až 1976 ve Slavičíně. Od tohoto roku až do jeho smrti byla jeho působištěm farnost Uherské Hradiště-Sady.
| „ | Jeho duchovní hloubka přitahovala. I z dálky přicházeli lidé na duchovní vedení či pro posilu a povzbuzení s vědomím, že pro dobrou vodu se chodívá i k daleké studánce. | “ |